# Île Thompson (île fantôme)
Pour les articles homonymes, voir Île Thompson et Thompson.
L' île Thompson était une île fantôme dans le sud de l'océan atlantique. Elle était censée avoir été découverte à environ 150 km au nord-est de l'Île Bouvet.
L'île aurait été découverte le 13 décembre 1825 par George Norris, le capitaine du Sprightly. Elle aurait été également aperçue 68 ans plus tard (en 1893) par Joseph J. Fuller à bord du Francis Allyn. Mais lorsqu'en novembre 1898 une équipe de chercheurs allemands a voulu déterminer la position précise de l'île dans le cadre de l'expédition du Valdivia, elle n'a pas pu la retrouver. C'est lors de la Norwegian Antarctic Expedition (de 1928 à 1929) que cette île a été finalement déclarée comme inexistante par Ola Olstad et Nils Larsen. 
Il est possible que l'île ait disparu dans les eaux à la suite d'une éruption volcanique entre 1893 et 1898 ; une étude menée dans les années 1960 confirme cette hypothèse.